# Grigorij Waszczenko
Grigorij Iwanowicz Waszczenko (ros. Григорий Иванович Ващенко; ukr. Григорій Іванович Ващенко, Hryhorij Iwanowycz Waszczenko; ur. 6 stycznia 1920 w Wałkach, zm. 16 maja 1990 w Moskwie) – radziecki i ukraiński polityk, minister handlu ZSRR (1983–1986), zastępca przewodniczącego Rady Ministrów Ukraińskiej SRR (1972–1983), członek KC KPZR (1966–1989), członek Biura Politycznego KC Komunistycznej Partii Ukrainy (1971–1983).

## Życiorys
1938 ukończył technikum w Charkowie i został technikiem w fabryce traktorów, później w fabryce maszyn transportowych w Charkowie. W latach 1941–1945 technolog w fabryce w Niżnym Tagile, od 1943 członek WKP(b). W latach 1946–1958 ponownie w fabryce maszyn transportowych w Charkowie, szef biura i warsztatu, 1958–1959 sekretarz partyjnego komitetu fabrycznego, od 1959 sekretarz Komitetu Obwodowego KPU w Charkowie. Od 1959 do stycznia 1963 II sekretarz Komitetu Obwodowego KPU w Charkowie, od stycznia do 11 lipca 1963 II sekretarz, a od 11 lipca do 14 grudnia 1964 I sekretarz Przemysłowego Obwodowego Komitetu KPU w Charkowie. Od 14 grudnia 1964 do 15 czerwca 1972 I sekretarz Komitetu Obwodowego KPU w Charkowie, od 19 lutego 1960 do 8 stycznia 1965 zastępca członka, a od 8 stycznia 1965 do 6 lutego 1986 członek KC KPU. Od 18 marca 1966 do 17 marca 1971 zastępca członka, a od 20 marca 1971 do 26 kwietnia 1983 członek Biura Politycznego KC KPU. Od 8 kwietnia 1966 do 25 kwietnia 1989 członek KC KPZR, od czerwca 1972 do stycznia 1983 zastępca przewodniczącego Rady Ministrów Ukraińskiej SRR, od 21 stycznia 1983 do 26 grudnia 1986 minister handlu ZSRR, następnie na emeryturze. Deputowany do Rady Najwyższej ZSRR 11 kadencji.
Jego imieniem nazwano ulicę w Charkowie i stację metra w Charkowie.

## Odznaczenia
- Order Lenina (trzykrotnie)
- Order Rewolucji Październikowej
- Order „Znak Honoru”